# إسقاط الصبغي
إسقاط الكرموسوم هي تقنية جينية تقوم على استنساخ الجين المعني من مكتبة الاستنساخ. وتقوم على مبدأ أن المتوسط المتوقع بين نقطتين محدتين يمكن أن يكون أقل من متوسط الطول المدخل من مكتبة الاستنساخ التي تحتوي على الجين المعني. من خلاصة الـ ببمد: 7716809.
تستندي إستراتيجية سير الكرموسوم على افتراض أن عملية البحث عن علامات الحمض النووي (DNA) القريب من الجينات عملية صعبة وتستغرق وقت.
التطورات التكنولوجية الحديثة أبطلت هذه الافتراضات لكثير من الكائنات. ونتيجة لذلك، تغيرت الروسومات التخطيطية بحيث عند عزل علامة حمض نووي واحدة أو أكثر وعلى مسافه مادية عن الجين المحدد والتي أقل من متوسط لمكتبة الجينات المدخلة للعملية الاستنساخ.
ثم يتم استخدام علامات الحمض النووي لفحص المكتبة ثم تعزل المستنسخ المحتوى على الجين، بدون الحاجة لتسيير الكروموسومات والمشاكل المرتبطة بذلك. 
إن إسقاط الكرموسومات مع التقنية التي سمحت بذلك، من الممكن أن تصبح الاستراتجية الأساسية التي يتم من خلالها تخطيط المستنسخ لعزل الجينات الأساسية والجينات الكامنة خلف الصفات الكمية للنباتات.